# Paletkniv (maleri)
En paletkniv eller malekniv er et redskab til brug i oliemaleriet. Den kan benyttes til at blande farver, til at smøre farve på lærredet (f.eks. ved impasto-teknikken) og til at skrabe farverester af paletten efter dagens arbejde. Den benyttes også under præpareringen af lærredet både til at påføre lim og til at skrabe overskydende lim fra bagsiden af lærredet. 
Paletknive findes i mange udførelser og størrelser, både lige og med et ”knæk” på stangen til bladet. Paletknive er gerne meget elastiske, idet bladet bliver tyndere mod spidsen. En paletkniv må ikke være skarp. Bliver den utilsigtet skarp ved brugen, bør den slibes sløv ved at holdes vinkelret mod en slibesten.